# 벨린다 몽고메리

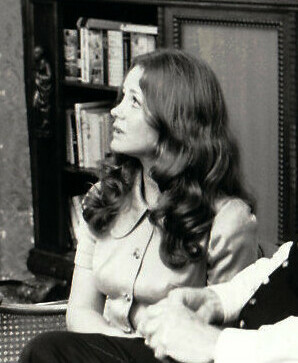

벨린다 몽고메리(Belinda Montgomery, 1950년 7월 23일 ~ )는 캐나다의 화가, 배우, 텔레비전 배우, 영화배우이다.
위니펙에서 태어났다.

## 방송
- 천재 소년 두기
- 마이애미의 두 형사
- 아틀란티스에서 온 사나이

## 영화
- 트론: 새로운 시작 (2010년)
- 이터너티 맨 (2008년)
- 캐머플러지 (1999년)
- 천재 소년 두기 (1989년) - 두기 어머니, 캐서린 하우저 역
- 댈턴: 코드 오브 벤젠스 2 (1986년)
- 형사 스타크 (1986년)
- 마이애미의 두 형사 (1984년)
- 언커먼 밸러 (1983년)
- 후커와 로마노 (1982년)
- 에센스 (1982년)
- 다이너스티 (1981년)
- 달리는 사이먼 (1981년)
- 모니카 (1979년)
- 아틀란티스에서 온 사나이 (1977년)
- 사랑의 유람선 (1977년)
- 저 하늘에 태양이 (1975년) - 오드라 조 니콜슨 역
- 샌프란시스코 수사반 (1972년)
- 여감방의 비밀 (1971년)
- 닥터 게논 (1969년)
- 닥터 웰비 (1969년)
- 우리 생애 나날들 (1965년)
- FBI (1965년)